# Platyprosthiogyne moheliana
Platyprosthiogyne moheliana är en tvåvingeart som beskrevs av Loïc Matile 1979. Platyprosthiogyne moheliana ingår i släktet Platyprosthiogyne och familjen svampmyggor. Inga underarter finns listade i Catalogue of Life.